# 天六ガス爆発事故
天六ガス爆発事故 （てんろくガスばくはつじこ）は、1970年（昭和45年）4月8日17時45分頃、大阪府大阪市大淀区（現・北区）国分寺町菅栄町西交差点東側付近の大阪市営地下鉄2号線（現・Osaka Metro谷町線天神橋筋六丁目駅）建設工事現場で起こったガス爆発事故である。
死者79名、重軽傷者420名にも及ぶ人的被害を出す大惨事となった。家屋の被害は全半焼が26戸、爆風を受けての損壊336戸、爆風でドアや窓ガラスが壊れた近隣の家屋は1,000戸以上にも達した。
事故の発生が帰宅ラッシュ時に重なったこと、さらには日本万国博覧会（大阪万博）の開催期間中であったことから、大阪市全体を震撼させる都市災害となった。

## 経過
1970年（昭和45年）4月8日17時15分頃、地下に露出した都市ガス用中圧管と低圧管の水取器の継手部分が抜け、都市ガスが噴出した。地下で作業していた作業員は全員が地上へ避難した。
たまたま現場を通りかかった大阪ガス北営業所のパトロールカーが、同営業所にガス漏れの状況を無線で通報し、同営業所の施設課保全係から事故処理班（パトロールカー、緊急車、工作車）に対して出動要請が発せられた。
17時35分、現場に到着した大阪ガスの事故処理班の車両のうち、パトロールカーが現場でエンストを起こした。パトロールカーがエンジンを再始動するためにセルモーターを回したところ、その火花にオープンカット方式の覆工板の隙間から漏れた都市ガスが引火して炎上し、大きな火柱を上げた。パトロールカーに乗っていた大阪ガスの職員は脱出し、建設作業員らが消火器で消火したが、しばらくすると再び激しく燃え上がり、炎の高さは3 - 4メートルに達した。炎は、次第に覆工板の隙間や通気口から漏出する都市ガスに燃え移っていった。
パトロールカーの火災は約10分間続いた。ガス漏れや炎上騒ぎを聞きつけて現場に集まってきた近隣の住民、通報で駆けつけた大阪ガスの職員、消防士、警察官、工事関係の建設作業員などが現場に大勢集まっていた。折しも夕方の帰宅ラッシュの時間帯と重なり、天神橋筋六丁目駅へ向かう通勤・通学客や、バスから降りた乗客らも現場に次々と集まっていた。現場を警備していた警察官や消防隊は、増え続ける群衆に対して現場から退避するように呼び掛けたが、その効果はほとんどなかった。
その最中の17時45分、覆工板直下の地下部分に充満していた都市ガスに何らかの着火源が引火して大爆発が起こった。爆発は瞬時のうちに数回連続で発生し、地下鉄工事現場の道路上に直線距離で約200メートル、道路幅約10メートルの範囲（都島通の菅栄町西交差点付近〜樋之口町交差点手前）に敷設されていた約1,500枚の覆工板が爆風で捲れ上がり、現場にいた群衆や自動車は覆工板もろとも激しく吹き飛ばされ、死者79人・負傷者420人という甚大な人的被害を出すに至った。建物の被害も甚大であり、事故現場の道路に面した家屋や店舗のうち26棟が焼失し、その被災範囲は現場道路の北側で東西約70メートル、南北約15メートル、面積約600平方メートルに及んだ。また爆風の影響で44棟が大破、55棟が一部破損し、ガラス破損の被害は300件以上に達した。その被災範囲は現場道路の北側で東西約300メートル、南北約70メートル、面積約14,000平方メートルで、南側では東西約300メートル、南北約60メートル、面積約9,000平方メートルに及んだ。
救助活動も困難を極めた。地下の生存者の救出と遺体の搬出に奔走していた大阪府警察第一機動隊第二中隊長の警部は、長時間地下空間に滞在していたため一酸化炭素中毒で倒れて病院へ搬送されたが、翌日に殉職した。
事故発生後、怪我人の多くは現場に近い加納総合病院（直線距離で300m弱）や北野病院（約700ｍ）など大阪市内の25箇所の病院に搬送された。18時に大阪府警察本部は、爆発事故現場から約200m西に位置する「大阪市北市民会館」に現地警備本部を設置した。また20時に大阪市も同会館に災害地対策本部を設置して対応に当たった。犠牲者の遺体は、大阪市内の太融寺、難波別院、鶴満寺等に安置された。

## 事故後
事故を受けて、大阪市議会では地下鉄工事現場ガス爆発事故対策特別委員会を設置。当時の中馬馨市長の意向で、犠牲者と家屋の損害などに対する大阪市・大阪ガス、それに建設工事を請け負っていた鉄建建設による補償が進められた。
翌1971年6月には大阪府警察大淀警察署が強制捜査を開始し、7月23日に大阪市交通局職員3名、鉄建建設従業員5名、鉄建建設の下請業者従業員1名及び大阪ガス従業員2名の計11名を業務上過失致死傷罪で逮捕し、大阪地検により起訴した。裁判では、大阪市と鉄建建設が大阪ガスの管理責任を、大阪ガスが大阪市の管理責任をそれぞれ主張し、これが争点となった。
- 一審：大阪地裁判決昭和60年4月17日（刑月17-3～4-314）裁判長:岡本健
  - 鉄建建設従業員（工事の実施）：執行猶予つき禁錮刑、控訴
  - 鉄建建設下請業者従業員：無罪
  - 大阪市交通局職員（施工監督責任）：執行猶予つき禁錮刑
  - 大阪ガス従業員（ガス管の維持管理）：1名は公判審理中に死亡し公訴棄却、1名は無罪
- 二審：大阪高裁判決平成3年3月22日（判時1458-18）
  - 控訴棄却

この事故を契機として「掘削により周囲が露出することとなった導管の防護」（ガス事業法省令77条・78条）が制定され、露出部分の両端が地くずれのおそれのないことの確認・漏洩を防止する適切な措置・温度の変化による導管の伸縮を吸収、分散する措置・危急の場合のガス遮断措置が決められた。
慰霊碑が近隣の国分寺公園に建っている。
なお、当時吹田市で開催中であった日本万国博覧会（大阪万博）のパビリオン「ガスパビリオン」（大阪ガス等の都市ガス事業者団体である日本ガス協会のパビリオン）が、この事故を受けて一時公開中止となった。また、大阪ガスも一社提供番組などにおけるオープニングキャッチを含めた自社CMの放送を半年間自粛し、提供番組のCM枠は「ガス漏れ通報専用」電話番号の字幕表示に差し替えられた。
さらに、当事故現場を含む地下鉄谷町線の工事区間（東梅田駅 - 都島駅間）については、この事故により計画より遅れて1974年5月の開通となった。
また、大阪中のガス栓がチェックされ、ヒューズガス栓の開発が進んだ。